# Emilia Szymczak
Emilia Szymczak, född den 17 juni 2006, är en polsk fotbollsspelare.
Emilia Szymczak inledde sin seniorkarriär med spel i GKS Górnik Łęczna år 2021. 2023 kontrakterades av hon av FC Barcelona. Hon har även representerat det polska damlandslaget där hon debuterade år 2023.